# Jerzy Gorgoń
Jerzy Paweł Gorgoń (* 18. Juli 1949 in Zabrze-Mikulczyce) ist ein ehemaliger polnischer Fußballspieler.
Der 1,92 m große blonde Innenverteidiger Gorgoń wurde von seinen Kollegen der Lange genannt. Wegen seiner fußballerischen Fähigkeiten war er eine der auffälligsten Erscheinungen im polnischen Fußball der 1970er Jahre. Der ausgebildete Bergmann begann seine Karriere bei MGKS Mikulczyce, seit 1967 spielte er für den Erstliga-Club seiner Heimatstadt Górnik Zabrze. Mit dieser Mannschaft wurde er zwischen 1968 und 1972 fünfmal in Folge polnischer Pokalsieger. 1971 und 1972 wurde er außerdem noch polnischer Meister und schaffte damit das Double. 1970 erreichte er mit seiner Mannschaft das Finale um den Europapokal der Pokalsieger, das sie allerdings mit 1:2 gegen Manchester City verloren. Im gleichen Jahr gab er auch sein Debüt in der polnischen Fußballnationalmannschaft.
Im weiß-roten Nationaldress feierte er dann auch seine größten fußballerischen Erfolge. Bei den Olympischen Spielen 1972 in München hatte er mit zwei Toren zum 2:1-Sieg im Vorrundenspiel gegen die DDR entscheidenden Anteil daran, dass Polen später Olympiasieger werden konnte. Das Finale spielte die Mannschaft von Gorgoń gegen Ungarn.
Er stand auch auf dem Feld, als Polen 1973 mit zwei legendären Spielen England aus der Weltmeisterschaftsqualifikation warf. Bei der Fußball-Weltmeisterschaft 1974 in Deutschland gewann er die Bronzemedaille. Bei den Olympischen Sommerspielen 1976 in Montréal gewann er die Silbermedaille nach einer 1:3-Niederlage gegen die DDR. Seine internationale Karriere schloss er bei der Fußball-Weltmeisterschaft 1978 in Argentinien nach 55 Länderspielen ab. Er spielte insgesamt 12 Länderspiele bei Fußball-Weltmeisterschaften.
Seine aktive Laufbahn ließ er von 1980 bis 1983 beim FC St. Gallen in der Schweiz ausklingen. Hier war er auch anschließend Trainer der Jugend- und Reservemannschaft.

## Erfolge
- Polnischer Meister (1971, 1972)
- Polnischer Pokalsieger (1968, 1969, 1970, 1971, 1972)
- WM-Dritter (1974)
- Olympische Goldmedaille (1972)
- Olympische Silbermedaille (1976)